# Klaus Greef
Klaus Greef (* 4. Januar 1930 in Duisburg, Deutschland) ist ein deutscher katholischer Priester und emeritierter Dekan. Er war von 1982 bis 1997 Stadtdekan von Frankfurt am Main.

## Leben und Wirken
Geboren in Duisburg, kam er mit sieben Jahren nach Frankfurt am Main und erlebte dort den Beginn des Zweiten Weltkriegs. Nach dem Krieg machte er sein Abitur am städtischen Heinrich-von-Gagern-Gymnasium und begann danach ein Studium der katholischen Theologie an der Philosophisch-Theologischen Hochschule St. Georgen in Frankfurt.
1955 wurde er in Limburg zum Priester geweiht. Er wirkte danach zunächst in Limburg zuerst als Kaplan der Dompfarrei und wurde dann der erste Pfarrer der von 1965 bis 1967 neu erbauten Kirche St. Hildegard. Anschließend war er im Westerwald als Ortspfarrer tätig, bevor er 1972 nach Lahnstein kam, wo er ebenfalls als Pfarrer, Stadtdekan und Bezirksdekan des Bezirks Rhein-Lahn tätig war. Dort wirkte er bis 1982 und es folgte ein erneuter Wechsel, diesmal nach Frankfurt am Main. Dort wurde er Pfarrer am St.-Bartholomäus-Dom und als Stadtdekan höchster katholischer Vertreter der Stadt. Dieses Amt hatte er bis zu seiner Emeritierung 1997 inne. Außerdem war er nichtresidierender Domkapitular am Limburger Dom. Von 1994 bis 1997 war er auch Pfarrer an der Frankfurter St.-Leonhards-Kirche.
Nach seiner Emeritierung war er noch einige Male als Pfarrverwalter tätig und ist seit 2011 in der Blindenpastoral tätig. Er lebt im  Franziska-Schervier Seniorenzentrum in Frankfurt am Main.

## Auszeichnungen
- Ehrenplakette der Stadt Frankfurt am Main, 1995

## Publikationen
- Klaus Greef: Das Katholische Frankfurt: einst und jetzt. Knecht-Verlag, Frankfurt am Main 1989, ISBN 978-3-7820-0587-6.